# The Magic Carpets of Aladdin
The Magic Carpets of Aladdin is een Red Baron in het Magic Kingdom, het Walt Disney Studios Park (als Flying Carpets Over Agrabah) en Tokyo DisneySea (als Jasmine's Flying Carpets) en is gebaseerd op de film Aladdin uit 1992.

## Locaties

### Magic Kingdom
De versie in het Magic Kingdom is te vinden bij binnenkomst van het parkdeel Adventureland. Daar is de attractie te midden van enkele winkeltjes geplaatst, die doen denken aan de stad Agrabah uit de film Aladdin. Bij de entree van de attractie staat een kameel die bezoekers bespuugt. In het midden van de carrousel staat een zuil met daarop de lamp van de geest.
Rondom de attractie lopen figuren uit de film Aladdin, die de bezoekers kunnen ontmoeten.
De attractie werd geopend op 24 mei 2001.

### Walt Disney Studios Park
De versie in het Walt Disney Studios Park is te vinden in het parkdeel Toon Studio en heet daar Flying Carpets Over Agrabah. De carrousel zelf ziet er hetzelfde uit als die in het Magic Kingdom. Het decor van de attractie is een grote filmset van de stad Agrabah, waarin de geest zijn debuut als filmregisseur probeert te maken.
De attractie werd geopend 16 maart 2002.

### Tokyo DisneySea
De versie in Tokyo DisneySea is te vinden in het parkdeel Arabian Coast en heet daar Jasmine's Flying Carpets. Daar is de attractie ingebed in een geheel thema rondom het Midden-Oosten. Het centrum van de carrousel bestaat uit de fontein, zoals die in de film Aladdin ook te zien is in de paleistuin van prinses Jasmine. Het water uit de fontein is daarbij niet echt, maar van plastic, om te voorkomen dat de bezoekers van de attractie nat zouden worden.
De attractie is in het park geplaatst ter ere van de 10e verjaardag van het park en werd geopend op 18 juli 2011.